# Robin Eggenberger
Robin Eggenberger (* 14. März 1995) ist ein ehemaliger Schweizer Unihockeyspieler. Er spielte während seiner Karriere beim UHC Waldkirch-St. Gallen und dem UHC Herisau. 

## Spielerkarriere

### UHC Waldkirch-St. Gallen
Seit der Saison 2016/17 steht der Nachwuchsspieler als Stürmer beim Ostschweizer Verein UHC Waldkirch-St. Gallen unter Vertrag. Zuvor durchlief er alle Juniorenteams des UHC Waldkirch-St. Gallen. Eggenberger spielte in der Saison 2015/16 bereits im Förderkader der ersten Mannschaft und am zu Teileinsätzen.
Am 1. Februar 2017 gab der UHC Waldkirch-St. Gallen bekannt, dass der Vertrag von Eggenberger verlängert wird.

### UHC Herisau
Vor der Saison 2017/18 wechselte Eggenberger zum UHC Herisau in die dritthöchste Spielklasse. Nach der Saison 2017/18 beendete Eggenberger auf Grund von zahlreichen Verletzungen seine Karriere.

## Trainerkarriere
Auf die Saison 2018/19 übernahm Eggenberger zusammen mit David Gross die Leitung der U16-Mannschaft des UHC Waldkirch-St. Gallen. 2019/20 übernahm Silvan Engeler die U16-Mannschaft der St. Galler und Eggenberger wurde Trainer der U14-Mannschaft.